# Dorsifulcrum cephalotes
Dorsifulcrum cephalotes är en fjärilsart som beskrevs av Walker 1869. Dorsifulcrum cephalotes ingår i släktet Dorsifulcrum och familjen mätare. Inga underarter finns listade i Catalogue of Life.

## Bildgalleri

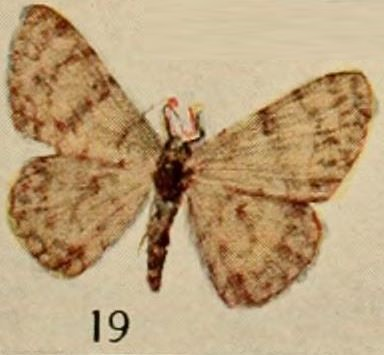